# Crash Bandicoot 2: N-Tranced
Crash Bandicoot 2: N-Tranced (Crash Bandicoot Advance 2: Round and Round Hypnotic Panic!? no Japão) é o segundo jogo para o Game Boy Advance da série Crash. Foi lançado pela Vicarious Visions em 7 de janeiro de 2003.

## Jogabilidade
Sendo quase idêntico ao seu predecessor The Huge Adventure, N-Tranced possui poucas inovações: além de pegar cristais, diamantes e relíquias divididas em safira, ouro e platina, em algumas fases há estilhaços de diamante, usados para habilitar fases secretas. Como em The Huge Adventure, não há a Bazuca de Frutas, mas dois novos Super-Poderes: o Super-Escorregão e o Pulo Foguete. Também há a possibilidade de controlar a Atlasfera (tirada de The Wrath of Cortex) em algumas fases, e cada porção do Hiperespaço possui três subdivisões de níveis: Arábia, Egito e vulcão. Quando Crunch é derrotado, as fases com a Atlasfera ficam para ele, e Coco fica com as fases no espaço. Crash Falso não é jogável quando derrotado, mas serve de grande ajuda na batalha com N. Trance.

## História
No coração do Hiperespaço, Uka Uka reclama com o Dr. Nefasto Tropy da incompetência de Neo Córtex e de como seu último plano de encolher a Terra falhou miseravelmente. Ele então confia em N. Tropy para ajudá-lo em seu plano de dominação mundial. Tropy então usa seus dons de prever o futuro e tem a ideia de passar os Bandicoots para o lado do mal. Ele então convoca N. Trance, um ser de outra dimensão que se parece muito com um ovo, e é um exímio hipnotizador. Ele então abduz Crunch e Coco, mas ao tentar pegar Crash, Aku Aku o salva, e ele acaba pegando Crash Falso. Logo após, N. Trance hipnotiza todos, fazendo-os malvados.
Depois de pegar alguns cristais viajando pelo Hiperespaço, Crash liberta Crunch numa batalha pelos céus da Arábia e Coco num vulcão. Depois de libertar Crash Falso da hipnose, N. Tropy percebe que pegaram o Crash errado, mas N. Trance o assegura de que não encontrarão o esconderijo deles nem em um milhão de anos. Porém, eles acham coletando mais cristais. Ao derrotar N. Trance, N. Tropy foge, mas Crash o acha e o derrota. Com a derrota e captura de N. Tropy, Aku Aku decide que deveriam tirar uma fotogafia para celebrar. Os Bandicoots se agrupam ao redor de N. Tropy e Crash Falso tira a foto. Isso é revelado ser o futuro que N. Tropy viu. Nervoso, Uka Uka diz que na próxima eles verão o que é um verdadeiro adversário.

## Recepção
N-Tranced recebeu críticas geralmente favoráveis dos críticos.